# Чемпионат СССР по вольной борьбе 1979
Соревнования по вольной борьбе в рамках VII летней Спартакиады народов СССР проходили в Москве с 24 по 28 июля 1979 года. Одновременно турнир имел статус 35-го чемпионата СССР по вольной борьбе. В соревнованиях участвовало 155 борцов.

## Медалисты
| Весовая категория   | Золото                                     | Серебро                                        | Бронза                                         |
| ------------------- | ------------------------------------------ | ---------------------------------------------- | ---------------------------------------------- |
| Наилегчайший вес    | Сергей Корнилаев «Труд» (Москва)           | Роман Дмитриев Вооружённые Силы (Москва)       | Аршак Саноян «Динамо» (Ереван)                 |
| Легчайший вес       | Анатолий Белоглазов «Динамо» (Киев)        | Тельман Мамедов «Урожай» (Харьков)             | Михаил Костопуло «Динамо» (Фрунзе)             |
| Полулёгкий вес      | Сергей Белоглазов «Динамо» (Киев)          | Иван Григорьев «Труд» (Чебоксары)              | Энвер Абдураманов «Урожай» (Ташкент)           |
| Лёгкий вес          | Виктор Алексеев «Динамо» (Красноярск)      | Тасолтан Хатагов Вооружённые Силы (Баку)       | Сайпулла Абсаидов «Динамо» (Махачкала)         |
| 1-й полусредний вес | Михаил Харачура «Динамо» (Гомель)          | Малик Надирбеков «Урожай» (Алма-Ата)           | Заур Умаев Вооружённые Силы (Грозный)          |
| 2-й полусредний вес | Мусан Абдул-Муслимов «Динамо» (Караганда)  | Отар Качиашвили Вооружённые Силы (Тбилиси)     | Руслан Бадалов Вооружённые Силы (Грозный)      |
| 1-й средний вес     | Магомедхан Арацилов «Урожай» (Махачкала)   | Александр Маркович «Динамо» (Минск)            | Валерий Потапенко «Спартак» (Киев)             |
| 2-й средний вес     | Хасан Орцуев «Динамо» (Грозный)            | Александр Соловьёв «Труд» (Москва)             | Владимир Батня «Динамо» (Красноярск)           |
| Полутяжёлый вес     | Илья Мате «Колос» (Донецк)                 | Асланбек Бисултанов Вооружённые Силы (Грозный) | Магомед Магомедов Вооружённые Силы (Махачкала) |
| Тяжёлый вес         | Салман Хасимиков Вооружённые Силы (Москва) | Владимир Паршуков «Спартак» (Сыктывкар)        | Сослан Андиев «Динамо» (Орджоникидзе)          |